# Marek Jędraszewski

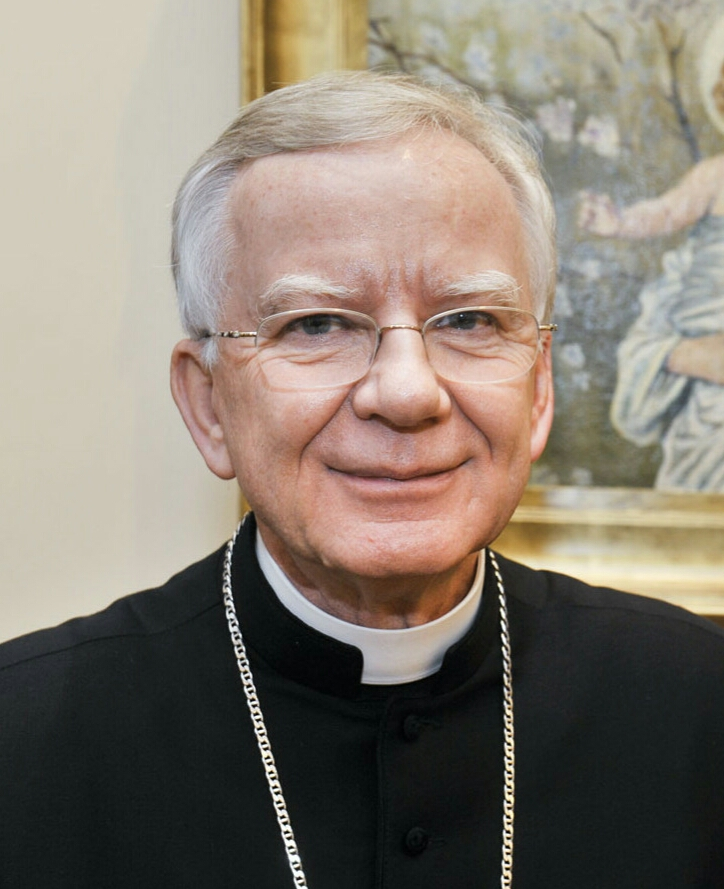
Erzbischof Marek Jędraszewski (2017)

Wappen als Erzbischof von Krakau

Marek Jędraszewski (* 24. Februar 1949 in Posen) ist ein polnischer Geistlicher und römisch-katholischer Erzbischof von Krakau.

## Leben
Der Erzbischof von Posen, Antoni Baraniak SDB, spendete ihm am 24. Mai 1973 das Sakrament der Priesterweihe.
Papst Johannes Paul II. ernannte ihn am 17. Mai 1997 zum Titularbischof von Forum Popilii und Weihbischof in Posen. Die Bischofsweihe spendete ihm der Erzbischof von Posen, Juliusz Paetz, am 29. Juni desselben Jahres; Mitkonsekratoren waren Zenon Grocholewski, Sekretär der Apostolischen Signatur, und Marian Przykucki, Erzbischof von Stettin-Cammin. Als Wahlspruch wählte er Scire Christum. Als Paetz 2002 wegen des Vorwurfs, Priesterseminaristen sexuell bedrängt zu haben, unter öffentlichen Druck geriet, hat späteren Berichten zufolge Jędraszewski auf Posener Priester Druck ausgeübt, eine Solidaritätserklärung für den Erzbischof zu unterzeichnen, mit dem er seit der gemeinsamen Zeit in Rom befreundet war.
Am 11. Juli 2012 ernannte ihn Papst Benedikt XVI. zum Erzbischof von Łódź. Die feierliche Amtseinführung (Inthronisation) fand am 8. September desselben Jahres statt.
Papst Franziskus ernannte ihn am 8. Dezember 2016 als Nachfolger von Kardinal Stanisław Dziwisz zum Erzbischof von Krakau. Die Amtseinführung fand am 28. Januar des folgenden Jahres statt. Ein Teil der polnischen Medien warf Jędraszewski vor, sich politisch für die von Jarosław Kaczyński geführte Partei „Recht und Gerechtigkeit“ (PiS) zu engagieren.
Marek Jędraszewski war von März 2014 bis März 2024 stellvertretender Vorsitzender der Polnischen Bischofskonferenz.

## Wissenschaftliche Laufbahn
Marek Jedraszewski studierte in den Jahren 1967–1973 im Priesterseminar und auf der katholisch-theologischen Fakultät der Universität Posen. Im Jahre 1974 erwarb er das Lizentiat der Theologie in Posen, das Thema seiner Arbeit war die Auseinandersetzung mit der Philosophie Gabriel Marcels. Seine wissenschaftliche Laufbahn führte ihn ein Jahr später nach Rom, wo er auf der Päpstlichen Universität Gregoriana in den Jahren 1977 und 1979 ein weiteres Lizentiat, diesmal in Philosophie und ein Doktorat erlangte. Er forschte auf dem Gebiet der Philosophie Emmanuel Levinas’, über dessen philosophisches Wirken im Verhältnis zu Jean-Paul Sartre er schließlich auch seine Habilitationsschrift in Krakau verfasste (1991).

## Positionen (Auswahl)
Als Chefredakteur der nationalkonservativen Kirchenzeitung Przewodnik katolicki nannte er 1992 Homosexualität das „Fehlen von moralischer Ordnung“. In einer Predigt nannte er 2019 die Verteidigung gleicher Rechte für LGBT-Personen eine „neue Seuche in den Farben des Regenbogens“. Die Forderung der EU-Kommission an die Regionalparlamente (Sejmik) mehrerer polnischer Woiwodschaften, Resolutionen über LGBT-ideologiefreie Zonen zurückzuziehen, nannte er „eine perfide Art der Druckausübung.“